# Душ (фильм)
«Душ» (кит. трад. 洗澡, в международном прокате — англ. Shower) — фильм режиссёра Яна Чжана. Драма с элементами комедии. Производство КНР, 1999 год. Картина завоевала 17 международных кинематографических наград.

## Сюжет
В прологе хорошо одетый бизнесмен подходит к зданию, по фасаду которого протянулся ряд дверей и электронных терминалов. После оплаты автомат измеряет его рост, вес, определяет жирность кожи. Мужчина входит в небольшую гардеробную, раздевается и заходит в автоматизированный душ, который работает как автомойка, с реактивными брызгами воды, мыла и жужжанием чистящих валиков…
Старик Лю (Чжу Сюй) — хозяин небольшой старой традиционной бани для мужчин в одном из старых районов Пекина. Ему помогает его младший, психически нездоровый сын Лю Эрмин (У Цзян). Кроме банных они предоставляют множество дополнительных услуг, включая стрижку, массаж, бритьё. Большинство их клиентов — престарелые местные жители, которые проводят здесь весь день, играя в сянци и кости, развлекаясь боями сверчков. У всех давно сложившиеся отношения как между собой, так и со Стариком Лю, который является для них другом, прислугой, судьёй в мелких дрязгах, советчиком в делах. Содержание своей купальни — смысл жизни для отца и сына. Например, один из гостей, принимая душ, великолепно исполняет неаполитанскую песню «’O sole mio», но на местном вокальном конкурсе испытывает затруднения. Всё изменяется, когда Эрмин приносит ему привычный атрибут — лейку душа.
У Старика есть ещё один, старший сын Лю Дамин (Пу Цюаньсинь), который уехал много лет назад, чтобы искать лучшую судьбу на юге Китая в городе Шэньчжэнь. Неожиданно он, теперь успешный предприниматель, возвращается домой, считая, что отец умер. Как оказалось, он получил открытку от младшего брата, на которой тот неумело нарисовал отца, лежащего с закрытыми глазами. Недоразумение разрешилось, но отношения отца со старшим сыном остались напряжёнными. Дамин планирует вернуться в Шэньчжэнь через пару дней.
Дамин и Эрмин отправляются в центр города, чтобы купить билет на самолет. Младший брат неожиданно исчезает. После бесплодных поисков Дамин возвращается домой к отцу. Тот набрасывается на него с обвинениями в отсутствии внимания к нездоровому брату. На следующее утро, однако, Эрмин возвращается домой. Дамин решает остаться ещё на одну ночь. С вечера идёт сильный дождь. Попав под него, Старик Лю заболевает. Утром Дамин вызывается помочь брату в работе. Это продолжается несколько дней. Вскоре во время купания в ванной Старик Лю тихо умирает. Эрмин отказывается признать реальность смерти отца и открывает баню каждый день в обычное время. Дамин, напротив, планирует забрать брата в Шэньчжэнь, но беспокоится о реакции своей жены в отношении умственных отклонений брата. Он решает оставить Эрмина в психиатрической лечебнице, чтобы слетать в Шэньчжэнь и сделать необходимые приготовления. Планы срываются после первой же стычки Эрмина с санитарами. Дамин решает вернуться в баню и временно возобновить работу.
Вскоре местные власти приступают к сносу старого района, освобождая место новостройкам. В баню приходят рабочие и начинают выносить старую мебель. Эрмин яростно пытается их остановить, но Дамин убеждает его в реальности и неизбежности происходящего. Несколько старых клиентов собираются в купальне в последний раз. Эрмин старательно выводит мелодию «’O sole mio».

## В ролях
- Чжу Сюй — Старик Лю
- Пу Цюаньсинь — Лю Дамин, старший сын
- У Цзян — Лю Эрмин, младший сын

## Художественные особенности и критика
Американский критик Роджер Эберт упоминает о том, что большинство известных ему фильмов Китая посвящены либо его экзотическому прошлому, либо неоднозначной политике новейшей истории. Этот же фильм, напротив, затрагивает совершенно житейские вопросы, которые понятны любому человеку вне окружающей его социальной системы. Особо отмечены Эбертом сцена перепалки участников боёв сверчков об использовании допинга и, бесспорно, эпизоды исполнения неаполитанской «’O sole mio». Обозреватель The New York Times главным видит следующий образ, который характеризует различие мировоззрений отца и старшего сына. В то время, как Старик Лю всё делает вручную, превращая обычную бытовую процедуру в ритуал и сеанс психотерапии, Демин же склонен к использованию автоматических душевых кабин сродни автомойкам.
Критик San Francisco Chronicle Эдвард Гутманн находит ещё один интересный символ. Он считает, что древняя купальня является для пожилых обывателей таким же способом уйти от стремительно меняющейся реальности, как для Старика Лю и его младшего сына регулярные погружения под воду для тренировки задержки дыхания. Высоко оценивая игру трёх главных актёров, Гутманн, тем не менее, считает, что многие из конфликтов картины упрощены, а общее его настроение излишне сентиментально. Российский критик Александр Стрелков, в целом поддерживая эту точку зрения, называя ленту сентиментальный и традиционный, а противопоставления банальными, делает оговорку о том, что именно такие противопоставления «близки любому восточному сердцу». Он же сравнивает «Душ» с советской лирической комедией «Белые Росы», где патриархальный уклад гибнет под ковшом экскаватора.

## Награды
- 1999 год, Кинофестиваль в Торонто — премия FIPRESCI (Ян Чжан).
- 1999 год, Кинофестиваль в Сан-Себастьяне — OCIC Award и Серебряная раковина лучшему режиссёру, номинация на Золотую раковину (Ян Чжан).
- 1999 год, Международный кинофестиваль в Салониках — главный приз «Золотой Александр» и Приз зрительских симпатий (Ян Чжан).
- 2000 год, Международный кинофестиваль с Сиэтле — «Золотой Спейс-Нидл» лучшему режиссёру (Ян Чжан) и «Золотой Спейс-Нидл» за лучший фильм.
- 2000 год, Роттердамский кинофестиваль — Приз зрительских симпатий (Ян Чжан).
- 2000 год, премия «Спутник» — номинация в категории лучший фильм.
- 2000 год, Кинофестиваль в Чанчуне — Гран-при жюри «Золотой олень» и лучший актёр второго плана (У Цзян).
- 2000 год, Национальный совет кинокритиков США — специальная номинация «За высокое кинематографическое мастерство»
- 2000 год, Студенческий кинофестиваль в Пекине — премия жюри лучшему актёру (У Цзян), премии «Выбор студенчества» в категории любимый актёр (Пу Цюаньсинь) и в категории любимый фильм.
- 2001 год, Гонконгская кинопремия — номинация в категории лучший фильм стран Азии.